# Non desiderare la donna d'altri (film 1940)
Non desiderare la donna d'altri (They Knew What They Wanted) è un film del 1940 diretto da Garson Kanin.
La sceneggiatura si basa su They Knew What They Wanted, la commedia Premio Pulitzer di Sidney Howard presentata a Broadway il 24 novembre 1924. Il lavoro di Howard, a cui la RKO pagò cinquantamila dollari per i diritti, era già stato portato sullo schermo in una versione muta del 1928 con il film Mendicanti d'amore, che aveva come interprete Pola Negri affiancata da Jean Hersholt e con Notte di peccato, un film della MGM interpretato da Edward G. Robinson e Vilma Bánky.

## Trama
Tony Patucci, italoamericano, vuole sposarsi e la cerca per corrispondenza. Manda però la foto di un altro uomo. Gli risponde Amy una giovane cameriera che rimane sorpresa nel vedere in realtà un uomo non giovane e non bello.

## Produzione
Il film fu prodotto dalla RKO Radio Pictures.

## Distribuzione
Il copyright del film, richiesto dalla RKO Radio Pictures, Inc., fu registrato il 25 novembre 1940 con il numero LP10045.